# Jerome (Idaho)
Jerome er en amerikansk by og administrativt centrum for det amerikanske county Jerome County i staten Idaho. I 2000 havde byen et indbyggertal på 7.780.

## Ekstern henvisning
- Jeromes hjemmeside (engelsk)

42°43′29″N 114°31′05″V / 42.7247°N 114.518°V